# ستيفين بوشكو
ستيفين بوشكو (بالإنجليزية: Steven Bochco)‏ (و. 1943 – 2018 م) هو كاتب سيناريو، ومنتج أفلام، ومنتج تلفزيوني، من الولايات المتحدة الأمريكية، ولد في نيويورك، توفي في لوس أنجلس، عن عمر يناهز 75 عاماً، بسبب ابيضاض الدم.

## التعليم
تعلم في جامعة كارنيغي ميلون، وتحصل منها على بكالوريوس الفنون الجميلة، وثانوية الموسيقى والفن.

## جوائز
حصل على جوائز منها:
- جائزة نقابة المخرجين الأمريكيين (1999)
- جائزة هيومانيتاس [الإنجليزية]‏، عن عمل: إن واي بي دي بلو (1999)
- جائزة بيبودي  [لغات أخرى]‏، عن عمل: ريجينغ بولز (1998)
- جائزة بيبودي  [لغات أخرى]‏، عن عمل: إن واي بي دي بلو (1996)
- جائزة إيمي برايم تايم عن فئة أفضل مسلسل درامي، عن عمل: إن واي بي دي بلو (1995)
- جائزة إدغار، عن عمل: سيمون سايز (1995)
- جائزة الغار للإنجاز التأليفي التلفازي [الإنجليزية]‏ (1994)
- جائزة إيمي برايم تايم عن فئة أفضل مسلسل درامي، عن عمل: قانون لوس أنجلوس [الإنجليزية]‏ (1989)
- جائزة بيبودي  [لغات أخرى]‏، عن عمل: قانون لوس أنجلوس [الإنجليزية]‏ (1987)
- جائزة إيمي برايم تايم عن فئة أفضل مسلسل درامي، عن عمل: قانون لوس أنجلوس [الإنجليزية]‏ (1987)
- جائزة إيمي برام تايم عن فئة الكتابة المبهرة لمسلسل درامي  [لغات أخرى]‏ (1987)
- جائزة إيمي برايم تايم عن فئة أفضل مسلسل درامي، عن عمل: هيل ستريت بلوز (1984)
- جائزة إيمي برايم تايم عن فئة أفضل مسلسل درامي، عن عمل: هيل ستريت بلوز (1983)
- جائزة إيمي برام تايم عن فئة الكتابة المبهرة لمسلسل درامي  [لغات أخرى]‏ (1982)
- جائزة إيمي برايم تايم عن فئة أفضل مسلسل درامي، عن عمل: هيل ستريت بلوز (1982)
- جائزة إدغار، عن عمل: محطة شارع هيل [الإنجليزية]‏ (1982)
- جائزة هيومانيتاس [الإنجليزية]‏، عن عمل: هيل ستريت بلوز (1981)
- جائزة بيبودي  [لغات أخرى]‏، عن عمل: هيل ستريت بلوز (1981)
- جائزة إيمي برايم تايم عن فئة أفضل مسلسل درامي، عن عمل: هيل ستريت بلوز (1981)
- جائزة إيمي برام تايم عن فئة الكتابة المبهرة لمسلسل درامي  [لغات أخرى]‏، عن عمل: محطة شارع هيل [الإنجليزية]‏ (1981).

## وصلات خارجية
- ستيفين بوشكو على موقع IMDb (الإنجليزية)
- ستيفين بوشكو على موقع الموسوعة البريطانية (الإنجليزية)
- ستيفين بوشكو على موقع إن إن دي بي (الإنجليزية)
- ستيفين بوشكو على موقع قاعدة بيانات الفيلم (الإنجليزية)